# Bystanders (album)
Bystanders – trzeci studyjny album polskiego zepspołu Besides, wydany w 2020 roku. 
O płycie jej twórcy mówią następująco: 
"Wybraliśmy osiem historii opisujących wydarzenia i losy konkretnych osób i muzyką próbujemy przekazać inspirowane nimi emocje. Chcemy ukazać to miejsce z perspektywy nas, mieszkańców tej ziemi. Ziemi, która stała się symbolicznym cmentarzem współczesnego świata, gdzie pogrzebano nie tylko ludzi, ale też wyznawane przez wieki wartości. To również próba konfrontacji z własnymi emocjami, przerażaniem, niezrozumieniem, bezsilnością wobec masowości i anonimowości śmierci. To refleksja nad kondycją człowieka w wymiarze uniwersalnym; jego zdolnością do aktów niewyobrażalnego okrucieństwa, jak i gestów prawdziwego poświęcenia.
To wyraz naszego sprzeciwu wobec prób ‘oswojenia’ pamięci. Nasza niezgoda na obojętność, milczenie, na wszechobecny hejt."

## Lista utworów[2]
1. „Intro” – 1:59
2. „Ich Bin Wieder Da!” – 8:12
3. „For Hanna” – 5:42
4. „Miners” – 6:24
5. „Touch Of Red Widow” – 4:15
6. „Kids” – 5:33
7. „Last Lullaby” – 7:15
8. „Simon’s Ohel” – 7:27
9. „Christmas Tree” – 7:47

## Twórcy[2]
- Artur Łebecki – bas
- Bartłomiej Urbańczyk – perkusja
- Janusz Binkowski – gitara
- Piotr Świąder–Kruszyński – gitara